# Erezett kérészek
Az erezett kérészek (Heptageniidae) a kérészek (Ephemeroptera) rendjének egyik rovarcsaládja.

## Elterjedésük
Fajaik Ausztrália és Új-Zéland kivételével világszerte elterjedtek.

## Megjelenésük, felépítésük
Méretük 0,4-1,5 cm között változhat; többségük testhossza 1 cm körüli. Lapos fejű, általában sötétbarna színű, színtelen, áttetsző szárnyú kérészek. A kisebb, hátsó szárnyon háromnál több hosszanti ér fut a szárny végéig. Az elülső szárny hátsó szélén négy köztes ér halad a szárny szegélye felé. Lábaik közül az első a leghosszabb. A harmadik lábfej öt ízbő1 áll.
Potrohuk végén csak két fartoldalékot viselnek; a végfonál (filum terminale) hiányzik.
Lárváik teste lapított, színük általában sötét.

## Életmódjuk, élőhelyük
Lárváik gyors folyású patakokban és folyókban, imágóik ezek partvidékén élnek. Egyes fajok az áramlást követve jól úsznak, mások szorosan a szilárd aljzathoz tapadnak.
A nimfák lehetnek korhadékevők, illetve ragadozók.
 Lárváik igen érzékenyek a víz szennyezésére, ezért a folyóvizek tisztaságának méréséhez indikátornak használhatók.

## Rendszerezésük
Az erezett kérészek családjának mintegy 500 faját 27 nembe sorolják.
- Acanthomola
- Afghanurus
- Afronurus
- Anepeorus
- Atopopus
- Cinygma
- Cinygmula
- Compsoneuria
- Dacnogenia
- Darthus
- Ecdyonurus
- Electrogena
- Epeorus
- Heptagenia
- Iron nem
- Ironodes
- Kageronia
- Leucrocuta
- Macdunnoa
- Nixe
- Notacanthurus
- Raptoheptagenia
- Rhithrogena
- Stenacron
- Stenonema
- Thalerosphyrus
- Trichogenia